# The Sunday Times (Australia Occidentale)
Il Sunday Times è un quotidiano pubblicato da Seven West Media, con sede a Perth, e distribuito in tutta l'Australia Occidentale. Fondato come The West Australian Sunday Times, è stato rinominato The Sunday Times dal 30 marzo 1902.
Di proprietà dal 1955 della News Limited, il giornale e il suo sito web PerthNow, sono stati venduti alla Seven West Media nel 2016.